# سجاد افشاریان
سجاد افشاریان (زادهٔ ۳۱ فروردین ۱۳۶۴ در شیراز) نویسنده، بازیگر و کارگردان ایرانی است.

## فعالیت‌ها
او سرپرست نویسندگان برنامه خندوانه بود. سجاد افشاریان علاوه بر این فعالیت‌ها در گروه نویسندگان سریال شمس العماره به عنوان نویسنده حضور داشته و مجموعه سریال گوشهٔ دل تهرون به نویسندگی و سرپرستی او نوشته شده‌است.
سجاد افشاریان مدیریت هنری گروه موسیقی بمرانی را نیز برعهده دارد. بازی در مجموعه تلویزیونی نجوا که یکی از نقش‌های اصلی را در آن دارد از جمله بازی‌های او در سریال بود.
او پس از جدایی از تیم نویسندگی خندوانه، عمده فعالیت خود را در بازیگری ادامه داد و در آخرین کار تلویزیونی خود تا این لحظه در نقش آراز در سریال برادر جان ویژه ماه مبارک رمضان سال ۹۸ پخش شده از شبکه ۳ سیما نقش آفرینی کرده‌است.

## حواشی
در پی خیزش ۱۴۰۱ ایران و استوری‌های پی در پی سجاد افشاریان و دیگر هنرمندان، صبح روز یکشنبه ۶ آذرماه ۱۴۰۱ سجاد افشاریان به همراه علی شادمان به دادسرای زندان اوین احضار و با قید وثیقه آزاد شدند.

## آثار

### مجموعه‌های تلویزیونی
- آدت نمی‌کنیم (۱۳۹۹)
- برادرجان (۱۳۹۸)
- نجوا (۱۳۹۷)

### فیلم‌های سینمایی
- سن پطرزبورگ (۱۳۸۹)
- مفت آباد (۱۳۹۵)
- حبیب آقا (۱۳۹۶)

### نمایش‌ها
- به خاطر یک مشت روبل (بازیگر) (۱۳۸۸) (تله تئاتر)
- ننه دلاور بیرون پشت در (طراح، نویسنده و کارگردان) (۱۳۹۲)
- این لحظه را جایی دیده‌ام (تهیه‌کننده) (۱۳۹۲)
- احساس آبی مرگ (نویسنده) (۱۳۹۲)
- ایران استرالیا (طراح، نویسنده و کارگردان) (۱۳۹۳)
- خانهٔ آقای کرمی (بازیگر) (۱۳۹۴)
- فردا (تهیه‌کننده) (۱۳۹۵)
- شرقی غمگین (نویسنده و بازیگر) (۱۳۹۶)
- ما سه نفر بودیم (تهیه‌کننده) (۱۳۹۶)
- روزهای بی باران (۱۳۹۷)
- می‌سی‌سی‌پی نشسته می‌میرد (بازیگر) (۱۳۹۷)
- از خط زرد فاصله بگیرید (تهیه‌کننده) (۱۳۹۷)
- مرد شده (تهیه‌کننده) (۱۳۹۷)
- آنتیگونه (تهیه‌کننده) (۱۳۹۸)
- گریزلی (تهیه‌کننده) (۱۳۹۸)
- هرکسی یا روز می‌میرد یا شب من شبانه روز (نویسنده، طراح، کارگردان و بازیگر) (۱۳۹۸)
- مانستر (تهیه‌کننده) (۱۳۹۸)
- ابتدا وارد می‌شود (تهیه‌کننده) (۱۳۹۸)
- بک تو بلک (نویسنده، طراح و کارگردان) (۱۴۰۰)
- وُیتسک (تهیه‌کننده) (۱۴۰۰)
- شب شک (بازیگر مهمان) (۱۴۰۱)
- کا (تهیه‌کننده) (۱۴۰۱)
- Hidden (تهیه‌کننده) (۱۴۰۲)
- تنهایی و تن‌هایی وطن‌هایی (بازیگر) (۱۴۰۲)
- معجون السلاطین (طراح پوستر) (۱۴۰۲)
- پشیز ( تهیه کننده) ( ۱۴۰۳)
- بیرون پشت در (تهیه کننده) (۱۴۰۳)
- گلن گری گلن راس (تهیه کننده) (۱۴۰۳)
- هار (تهیه کننده) (۱۴۰۳)
- گم، میان منزوی‌ترین زاویه ( تهیه کننده) (۱۴۰۳)

### نویسنده
- شمس العماره (۱۳۸۸).
- این تابستان فراموشت کردم (۱۳۹۱).
- گوشه دل تهرون (۱۳۹۲).
- خندوانه (۱۳۹۲).
- یک کامیون غروب (۱۳۹۵).
- تئاتر بک تو بلک (۱۴۰۰).